# Ejido Sergio Vera Cervantes
Ejido Sergio Vera Cervantes är en ort i Mexiko.   Den ligger i kommunen Santiago Sochiapan och delstaten Veracruz, i den sydöstra delen av landet, 400 km sydost om huvudstaden Mexico City. Ejido Sergio Vera Cervantes ligger 140 meter över havet och antalet invånare är 160.
Terrängen runt Ejido Sergio Vera Cervantes är platt. Runt Ejido Sergio Vera Cervantes är det glesbefolkat, med 16 invånare per kvadratkilometer. Närmaste större samhälle är Paso del Águila, 6,9 km söder om Ejido Sergio Vera Cervantes. Omgivningarna runt Ejido Sergio Vera Cervantes är en mosaik av jordbruksmark och naturlig växtlighet.